# Tiempo amarillo
Tiempo amarillo es el séptimo álbum de larga duración (y octavo en su carrera como solista) de la mexicana Sasha Sokol lanzado al mercado en 2010 por la compañía Sony.

## Temas
| N.º | Título             | Escritor(es)                                   | Duración |  |
| 1.  | «La respuesta»     | Áureo Baqueiro / Sasha Sokol                   | 3:43     |  |
| 2.  | «Dulce veneno»     | Cachorro López / Sabastián Schon               | 3:46     |  |
| 3.  | «Luna de París»    | Cachorro López / Sebastián Schon / Sasha Sokol | 3:48     |  |
| 4.  | «Agua»             | Cachorro López / Stambuk / Fitte / Sasha Sokol | 3:50     |  |
| 5.  | «La última vez»    | Áureo Baqueiro                                 | 4:12     |  |
| 6.  | «Quiero repetirte» | Vico Gutiérrez / Sasha Sokol                   | 4:32     |  |
| 7.  | «Eres tú»          | Juan Pablo Manzanero / Sasha Sokol             | 4:03     |  |
| 8.  | «Luz azul»         | Playa Limbo / Sasha Sokol                      | 4:19     |  |
| 9.  | «El pez»           | Vico Gutiérrez / Sánchez / Sasha Sokol         | 4:26     |  |
| 10. | «Déjate llevar»    | Sandy McLelland / Maía Cogan / Sasha Sokol     | 3:30     |  |
| 11. | «Aire»             | Sandy McLelland / Ross Cullum /Sasha Sokol     | 3:31     |  |